# Carlos Andrés Pérez

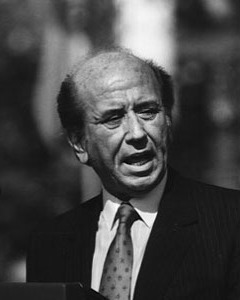
Carlos Andrés Pérez

Carlos Andrés Pérez Rodríguez (Rubio, 27 oktober 1922 – Miami, 25 december 2010), beter bekend als CAP en vaak ook El Gocho genoemd (vanwege zijn afkomst uit de Andes), was een Venezolaans politicus. 
Pérez was president van Venezuela van 1974 tot 1979 en opnieuw van 1989 tot 1993. Zijn eerste presidentschap stond bekend als de Saoedi-Arabische periode vanwege de economische en sociale welvaart dankzij de enorme inkomsten uit de uitvoer van aardolie. Maar in zijn tweede ambtsperiode zette de economische crisis van de jaren 80 zich voort, en waren er een reeks sociale crises, een volksopstand (Caracazo genoemd) en in 1992 twee pogingen tot staatsgreep. 
In mei 1993 werd Pérez als de eerste Venezolaanse president door het Opperste Gerechtshof gedwongen af te treden in verband met de verduistering van 250 miljoen bolívar die behoorden tot een fonds waarover de president kon beschikken. Na meer dan twee jaar huisarrest werd Pérez in september 1996 weer op vrije voeten gesteld.